# Mischa Ginns
 (septembre 2024).
La mise en forme du texte ne suit pas les recommandations de Wikipédia : il faut le « wikifier ».
Les points d'amélioration suivants sont les cas les plus fréquents. Le détail des points à revoir est peut-être précisé sur la page de discussion.
- Les titres sont pré-formatés par le logiciel. Ils ne sont ni en capitales, ni en gras.
- Le texte ne doit pas être écrit en capitales (les noms de famille non plus), ni en gras, ni en italique, ni en « petit »…
- Le gras n'est utilisé que pour surligner le titre de l'article dans l'introduction, une seule fois.
- L'italique est rarement utilisé : mots en langue étrangère, titres d'œuvres, noms de bateaux, etc.
- Les citations ne sont pas en italique mais en corps de texte normal. Elles sont entourées par des guillemets français : « et ».
- Les listes à puces sont à éviter, des paragraphes rédigés étant largement préférés. Les tableaux sont à réserver à la présentation de données structurées (résultats, etc.).
- Les appels de note de bas de page (petits chiffres en exposant, introduits par l'outil «  Source ») sont à placer entre la fin de phrase et le point final[comme ça].
- Les liens internes (vers d'autres articles de Wikipédia) sont à choisir avec parcimonie. Créez des liens vers des articles approfondissant le sujet. Les termes génériques sans rapport avec le sujet sont à éviter, ainsi que les répétitions de liens vers un même terme.
- Les liens externes sont à placer uniquement dans une section « Liens externes », à la fin de l'article. Ces liens sont à choisir avec parcimonie suivant les règles définies. Si un lien sert de source à l'article, son insertion dans le texte est à faire par les notes de bas de page.
- La présentation des références doit suivre les conventions bibliographiques. Il est recommandé d'utiliser les modèles {{Ouvrage}}, {{Chapitre}}, {{Article}}, {{Lien web}} et/ou {{Bibliographie}}. Le mode d'édition visuel peut mettre en forme automatiquement les références.
- Insérer une infobox (cadre d'informations à droite) n'est pas obligatoire pour parachever la mise en page.

Pour une aide détaillée, merci de consulter Aide:Wikification.
Si vous pensez que ces points ont été résolus, vous pouvez retirer ce bandeau et améliorer la mise en forme d'un autre article.
Mischa Ginns, née le 11 mai 1981, est une joueuse australienne de parabadminton. Elle est sélectionnée pour participer aux Jeux paralympiques d'été de 2024, mais s'est retirée juste avant la compétition pour raison médicale,.

## Biographie
Mischa Ginns est née en Afrique du Sud le 11 mai 1981 et a émigré en Australie en 2008 pour occuper un emploi dans la comptabilité. En avril 2012, elle se rompt la colonne vertébrale au niveau des cervicales lors d'une compétition d'aviron et les complications de sa chirurgie l'ont amenée à être hospitalisée pendant quatre ans. Elle a mis en pause sa carrière d'expert-comptable pour se concentrer sur le badminton.

## Carrière
Mischa Ginns concourt dans la catégorie WH2 (joueur assis en fauteuil roulant et disposant d'un équilibre du tronc normal ou proche de la normale). Elle a commencé le para-badminton après avoir participé à une journée d'essai en 2022. Aux Championnats de para-badminton d'Océanie 2022, elle a remporté trois médailles d'or : simple féminin WH2, double féminin et double mixte. Aux Championnats du monde de para-badminton BWF 2024, elle s'est qualifiée pour les quarts de finale du simple féminin WH2. En 2024, elle est classée 12e au classement mondial du simple féminin WH2. Elle a été sélectionnée pour concourir aux Jeux paralympiques d'été de 2024, mais s'est retirée juste avant la compétition pour cause de maladie.
Elle est membre du Westside Badminton à Melbourne et une athlète boursière du Victorian Institute of Sport,.
En 2022, elle a été nommée finaliste du titre de Sportif de l'année aux Victorian Disability Sport and Recreation Awards.